# Свети Георги (Певец)
Вижте пояснителната страница за други значения на Свети Георги.
„Свети Георги“ е православна църква в село Певец, община Търговище, област Търговище. Тя е част от Търговищка духовна околия, Варненска и Великопреславска епархия на Българската православна църква. Построена е през 1858 г. Тя е действаща само на големи религиозни празници. Първосвещеник на храма е свещ. Димчо Димитров Динев.
По стените на църквата се срещат над 50 християнски символа. По външните корнизи има символи – змей, куче, различни кръстове, многолъчисти розетки – които се е смятало, че предпазват от бедствия.

## История
Идеята за построяването църквата възниква още през 30-те години на 19 век. За точна дата на начало на строителството на църквата се приема един надпис, който се намира на арката на южната порта на строежа, а дейностите по нея приключват през 1858 г.
Едно от предположенията е, че за първи път храмът е бил издигнат през 1752 г. По време на турското робство обаче, тя е съборена. Според легенда, след разрушаването на храма местните жители настоявали за храм. Пашата разрешил да се построи, но с уговорката, че трябва да се вдигне за 40 дни. За построена сграда се считало онова, което има покрив. Това се сторило невъзможно на хората от селото. Те обаче решили да поставят основите и първо да изградят покрива. Така успели да се вместят в дадения срок. Години по-късно църквата отново била разрушена, но този път от земетресение.
Църквата „Свети Георги“ с камбанария, заедно с близко килийно училище, свидетелстват, че едно време районът е бил духовен център. През 2008 г. археолози проучват църквата и намират във вътрешността на храма – тайник със скрита църковна утвар и документи. Откритите ценни вещи са прибрани за съхранение в Регионалния исторически музей на Търговище.

## Галерия
- Църквата през 2018 г.